# Clément Halet
Clément Halet (* 21. Mai 1984 in Straßburg) ist ein ehemaliger französischer Fußballspieler. Der Abwehrspieler bestritt einen Großteil seiner bisherigen Karriere in Deutschland.

## Werdegang

### Beginn in Frankreich
Halet begann seine Karriere bei Racing Straßburg; 2003 wechselte er zu Stade Lavallois.

### Wechsel zum 1. FC Saarbrücken
Aus der drittklassigen National (D3) wechselte er 2005 zum damaligen deutschen Zweitligisten 1. FC Saarbrücken. Sein Pflichtspieldebüt für die Saarländer gab er am 21. September 2005 am sechsten Spieltag im Spiel gegen Erzgebirge Aue, in dem er zu Beginn der zweiten Halbzeit für Marco Laping eingewechselt wurde. Im Verlaufe der Saison wurde Halet zum festen Bestandteil der Saarbrücker Abwehr; in der Saison 2005/06 absolvierte Halet insgesamt 21 Spiele. Am 4. Dezember 2005 gab Halet seine erste Torvorlage für den Klub aus der saarländischen Landeshauptstadt: Beim 3:2-Sieg gegen Kickers Offenbach am 15. Spieltag gab Halet die Vorlage zum 1:2-Anschlusstreffer. Den Abstieg in die damals drittklassige Regionalliga konnte er nicht verhindern. Er blieb Saarbrücken jedoch treu und ging den Weg in die Regionalliga mit. In der Saison 2006/07 absolvierte Halet 26 Regionalliga-Partien. Am Ende stieg er in die damals viertklassige Oberliga Südwest ab. Auch hier blieb er dem Klub treu. Nach einem Kreuzbandriss verpasste er jedoch den Großteil der Oberligaspielzeit. Der verpasste Wiederaufstieg war auch ein Abstieg in die Fünftklassigkeit; die Oberliga wurde zur fünfthöchsten Spielklasse runtergestuft. In der Saison 2008/09 absolvierte Halet für Saarbrücken noch ein Spiel in der Oberliga (gegen die zweite Mannschaft der SV Elversberg).

### Fortuna Düsseldorf
Noch im August 2008 zog Halet zum Drittligisten Fortuna Düsseldorf weiter, wobei sein Einjahresvertrag von einem Sponsor finanziert wurde. Im Rheinland war er zunächst in der zweiten Mannschaft eingesetzt worden, ehe er sein Debüt für die Profimannschaft gab. Er debütierte am siebten Spieltag beim 1:0-Sieg gegen Erzgebirge Aue in der Anfangself und spielte über 90 Minuten. Es war sein erstes Profispiel seit zwei Jahren. Im Saisonverlauf etablierte er sich in der Abwehr der Düsseldorfer und kam auf 25 Drittliga-Einsätze. Am Ende der Saison stieg er mit dem Klub in die 2. Bundesliga auf. Dennoch verlängerte der Verein Halets auslaufenden Vertrag nicht.

### VfR Aalen
Am 11. Dezember 2009 verpflichtete der VfR Aalen Halet ab dem 1. Januar 2010. Er erhielt dort einen Halbjahresvertrag bis zum 30. Juni 2010, bestritt jedoch kein Spiel für die erste Mannschaft. Am Ende stieg der VfR in die 3. Liga auf, Halet verließ den Verein.

### Preußen Münster
Zur Saison 2010/11 wechselte Halet zurück in die Regionalliga und unterzeichnete bei Preußen Münster einen Vertrag bis zum Juni 2011. Sein Debüt für die Münsterländer gab er am 6. August 2010 am 1. Spieltag beim 1:1-Unentschieden gegen den Wuppertaler SV in der Anfangself. Am dritten Spieltag (27. August 2010) beim 3:1-Sieg gegen Eintracht Trier erzielte Halet sein erstes Tor für Preußen Münster mit dem Treffer zum 1:0. Am 10. Spieltag beim 2:0-Sieg gegen den SC Wiedenbrück erlitt er einen Schlüsselbeinbruch und fiel für den Rest der Hinrunde aus, dennoch verlängerte der Verein im Dezember 2010 seinen Vertrag vorzeitig bis zum Juni 2012. Am 12. Februar 2011 absolvierte er im Spiel gegen Eintracht Trier (20. Spieltag) sein Comeback. Am Ende der Saison stieg er mit Preußen Münster in die dritte Liga auf; für Halet war dies der dritte Aufstieg in die Drittklassigkeit mit drei Vereinen binnen zwei Jahren.
Halet erlitt am 24. August 2013 nach einem Foul auf dem Spielfeld einen Herzstillstand, wurde aber von seinen Mannschaftskollegen wiederbelebt. Er wurde sofort in ein Krankenhaus gebracht, das er einen Tag später bereits wieder verließ.
Im Sommer 2014 verließ er Münster und wechselte zum viertklassigen FC 08 Homburg in die Regionalliga Südwest. Mitte Januar 2016 beendete Halet schließlich seine Karriere beim ehemaligen Bundesligisten FC 08 Homburg aufgrund zahlreicher Verletzungen. Zuletzt litt er an einem Kreuzbandriss, den er sich in einem Pokalspiel gegen die SV 07 Elversberg zuzog.